# Karl Fußenegger
Karl Fußenegger (* 30. Juni 1858 in Dornbirn; † 1. November 1933) war ein österreichischer Rechtsanwalt und Politiker. Fußenegger war von 1908 bis 1910 Bürgermeister der Stadt Dornbirn.

## Leben und Wirken
Karl Fußenegger wurde 1858 als jüngster Sohn von acht Kindern des Textilfabrikanten und vormaligen Dornbirner Gemeindevorstehers David Fussenegger (1808–1874) und dessen Frau Karolina (geb. Danner) in Dornbirn geboren.

Fußenegger absolvierte eine Rechtswissenschaftliche Ausbildung und wurde als Advokat tätig. Im Jahr 1897 wurde er zum Obmann des neugegründeten Deutschfreisinnigen Vereins für Vorarlberg gewählt. An der Spitze des Dornbirner Konstitutionellen Vereins wurde Fußenegger schon bald durch Franz Feierle abgelöst.
Als am 22. Oktober 1908 der langjährige Dornbirner Bürgermeister Johann Georg Waibel verstarb, wurde sein bisheriger Stellvertreter Karl Fußenegger zu dessen Nachfolger bestellt. In seinen bisherigen Funktionen folgte Fußenegger der Fabriksbesitzer und Stadtrat Hubert Rhomberg nach. Fußenegger ersetzte seinen liberalen Amtsvorgänger Waibel jedoch nur kurz. Im Jahr 1910 verloren die Deutschnational-Liberalen nach mehreren Jahrzehnten der Vorherrschaft in der Dornbirner Gemeindepolitik die Gemeindevertretungswahl und Karl Fußenegger musste das Amt des Dornbirner Bürgermeisters an seinen Nachfolger Engelbert Luger von der Christlichsozialen Partei abgeben.